# Tchéky Karyo
Tchéky Karyo, född 4 oktober 1953 i Istanbul, Turkiet, är en fransk skådespelare. Karyo belönades år 1986 med César du meilleur acteur.

## Filmografi (urval)
- 1982 – Martin Guerres återkomst
- 1988 – Björnen
- 1989 – Australia
- 1990 – Nikita
- 1991 – Exposure
- 1992 – 1492 – den stora upptäckten
- 1992 – L'Atlantide
- 1995 – Bad Boys
- 1995 – Crying Freeman
- 1995 – Goldeneye
- 1997 – Dobermann
- 1997 – Hämnden är ljuv
- 1999 – Jeanne d'Arc
- 2000 – Patrioten
- 2001 – Kiss of the Dragon
- 2003 – The Core
- 2004 – Taking Lives
- 2004 – Pappa Goriot (TV-film)
- 2004 – En långvarig förlovning
- 2010 – Änglavakt